# 卡恰尼夫卡 (赫梅利尼克區)
49°38′21″N 27°53′49″E / 49.63917°N 27.89694°E
卡恰尼夫卡（烏克蘭語：Качанівка），是烏克蘭的村落，位於該國西南部文尼察州，由赫梅利尼克區負責管轄，始建於1360年，面積2.35平方公里，海拔高度278米，2001年人口1,337。